# Groenten uit Balen (toneelstuk)
Groenten uit Balen is een door Walter van den Broeck in 1972 geschreven Vlaams toneelstuk. Later bewerkte hij het stuk tot een roman. In 2011 hebben Van den Broek en Guido Van Meir op basis de roman een filmscenario geschreven.

## Verhaal
Groenten uit Balen is gebaseerd op een waargebeurde feiten, die plaatsvonden in de Belgische gemeente Balen. In 1971 bleek dat de arbeiders van Vieille Montagne in de andere Belgische fabrieken een veel hoger salaris hadden voor soortgelijk werk. De arbeiders in Balen wilden daarom ook een loonsverhoging. Dit leidde tot een geschil tussen de arbeiders, de vakbonden en de directie. De 1500 arbeiders in Balen gingen in staking, maar deze actie werd niet door de vakbonden gesteund. Daarom ontvingen de arbeiders ook helemaal geen compensatie. De staking duurde negen weken. Er werden verschillende liefdadigheidsacties georganiseerd door de inwoners van Mol en Balen. Jef Sleeckx overtuigde de banken om betalingen tijdelijk stop te zetten voor de getroffen arbeiders. Verhuurders vroegen tijdens de staking ook geen huur. Winkels gaven gratis eten of gaven de getroffen arbeiders een tijdelijke baan. Uiteindelijk stemde de directie in met hun eisen en de arbeiders kregen zelfs een hoger loon dan oorspronkelijk gevraagd.
Het toneelstuk en de roman gaat over de fictieve familie Debruyker. Vader Jan is ongeschoold en werkt bij Vieille Montagne. Hij schrijft regelmatig brieven aan koning Boudewijn van België. Zijn vrouw Clara doet het huishouden en onderschept steeds zijn brieven en verbrandt ze. Hun dochter Germaine is achttien jaar oud en heeft net de middelbare school afgemaakt. Grootvader is met pensioen en woont in. Het gezin woont in een volksbuurt niet zo ver van Vieille Montagne.
Germaine hoopt op een beter leven. Haar vader verdient niet zoveel en ze leven in een kleine, vrij arme omgeving. De huizen kennen geen luxe en de toiletten staan nog buiten, waardoor de gezinnen verplicht zijn verouderde kamerpotten te gebruiken tijdens nacht- of vriesperiodes. Daarnaast is Germaine ervan overtuigd dat de hele grond in een vrij groot gebied met lood en zink is vergiftigd. Het feit dat er bijna geen bomen en planten meer zijn op die plaats is voor haar het bewijs.
Het leven wordt ingewikkeld wanneer er een staking uitbreekt bij Vieille Montagne. Grootvader is van een andere generatie, toen arbeiders bijna geen rechten hadden. Volgens hem moet Jan blij zijn dat hij een baan heeft en moet hij zich bij de beslissingen van de directie neerleggen, ook al heeft hij een lager loon in vergelijking met de andere fabrieken. Hij dwingt zijn zoon om te gaan werken en verbiedt hem om te staken. Jan wil het advies van zijn vader opvolgen, maar eenmaal in de fabriek lijkt het erop dat degenen die willen werken in de gracht worden gegooid of in elkaar geslagen door de andere werklieden. Dit resulteert uiteindelijk in een staking van alle 1500 medewerkers. Jan schrijft een brief aan de koning en vraagt hem iets aan de situatie te doen. Natuurlijk wordt de brief opnieuw verbrand door Clara.
Germaine werkt ondertussen in de GB-supermarkt in Mol als kassamedewerker maar wordt ontslagen nadat ze lijm heeft gestolen. Dit betekent dat het gezin helemaal geen inkomen heeft. Dankzij de acties van Jef Sleeckx verbetert hun situatie er enigszins op. Germaine ontmoet Luc, een student aan de universiteit, tijdens een feestje. Ze worden verliefd. Niet veel later wordt Germaine ziek en moet ze vaak overgeven. Na een bezoek aan de dokter blijkt ze zwanger te zijn. Aangezien dit een schandaal is en abortus een taboe is, zou Germaine met Luc moeten trouwen. Luc wil het kind echter niet opvoeden en concentreert zich op zijn studie. Daarom besluit Clara zijn ouders te bezoeken die in een landhuis wonen. Hoewel Clara een nogal assertief persoon is, wordt ze omgekocht met dure chocolaatjes en drankjes. Luc wordt zich bewust van de situatie van Germaine en bedenkt zich. Hij wil het kind wel opvoeden en tegelijkertijd zijn studie combineren met een baan. Ook uit Vieille Montagne is er goed nieuws: de directie heeft besloten de lonen te verhogen.
Jan schrijft nogmaals een brief aan de koning om hem te bedanken. Jan is er namelijk van overtuigd dat zijn vorige brief er mee voor gezorgd heeft dat de problemen opgelost zijn.

## Titel
De titel is gebaseerd op een schrijffout in Jan zijn laatste brief aan de koning. Hij wil deze brief afsluiten met de woorden "Groeten uit Balen", maar schrijft "Groenten uit Balen".

## Verfilming
Het stuk werd in 2011 verfilmd, geregisseerd door Frank Van Mechelen.